# کلیسای جامع سنت لوییس بیروت
کلیسای جامع سنت لوئیس (انگلیسی: St. Louis Cathedral) یا کلیسای جامع کاپوسن یا کلیسای جامع پدران کبوشین یک کلیسای کاتولیک لاتین در مرکز شهر بیروت است و در سال 1864 توسط مبلغان کاپوسن، یکی از فرقه‌های فرانسیسکن کاتولیک مسیحی ساخته شد و به افتخار پادشاه لوئیس نهم فرانسه نامگذاری شد. 

## پیشینه

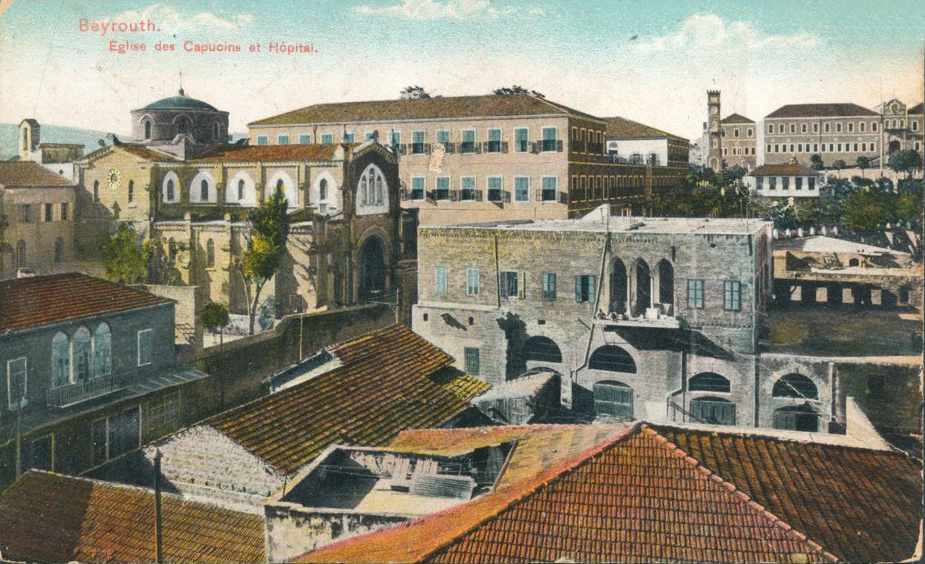
کلیسای جامع سنت لوئیس در سال 1910

کاپوسن‌ها که به رهبری پدر جوزف دو ترمبلی به خاور نزدیک فرستاده شده بودند در سال 1626 به صیدا رسیدند و 1628 وارد بیروت شدند و برای خود پایگاه ساختند. بنابراین آن‌ها مراسم خود را در کلیسای قدیمی سنت جورج که در آن کلیسای کلیسای جامع مارونی فعلی در مرکز شهر بیروت قرار دارد، انجام می‌دادند و در سال 1732 کاپوسن‌ها اولین کلیسای خود را در بیروت در نزدیکی محل فعلی میدان ریاض الصلح که به سنت لوئیس نهم، پادشاه فرانسه اختصاص داده شده است، ساختند.
در سال 1868 آنها به منطقه باب ادریس نقل مکان و کلیسای جامع فعلی را افتتاح کردند. کلیسای جامع جدید در دوران قیمومیت فرانسه بر لبنان برای مراسم‌های رسمی مورد استفاده قرار می گرفت. این کلیسا تنها مقر کلیسای لاتین در لبنان است که در دورهٔ اولیه (1868-1903) از سوی فرانسیسکن‌های ایتالیایی و سپس (1903-1952) از سوی فرانسیسکن‌های فرانسوی اداره می‌شد و  در حال حاضر معاونت کاپوسن‌ها در خاورمیانه به شمار می‌آید.

### جنگ داخلی لبنان
موسی صدر در ۱۹ فوریه ۱۹۷۵ (۳۰ بهمن ۱۳۵۳)، کم‌تر از دو ماه از آغاز جنگ داخلی لبنان، در اقدامی بی‌سابقه به عنوان یک روحانی مسلمان در قالب خطبۀ موعظۀ آغاز ایام روزهٔ لنت، در کلیسای کبوشین بیروت سخنرانی کرد. در این مراسم شارل حلو، رئیس‌جمهور اسبق لبنان حضور داشت. او در این باره می‌گوید: «برای نخستین بار در تاریخ مسیحیت یک روحانی غیرکاتولیک در یک کلیسای کاتولیک و برای جمعی از مؤمنان در جایگاه موعظه سخن می‌راند». اقدام بعدی صدر دعوت از بزرگان مسیحیت برای ایراد خطبه‌های نماز جمعه بود، اما به سبب جنگ داخلی این برنامه تحقق نیافت. کلیسای جامع در دسامبر 1975 مورد حمله قرار گرفت و در طول جنگ داخلی لبنان صحنه نبردهای شدید بین گروه های متخاصم بود. پس از پایان جنگ داخلی این کلیسا اولین بنایی بود که مورد بازسازی قرار گرفت. 

### تایم لاین
- 1626 : حضور مبلغان کاپوسن در بیروت
- 1732 : انتقال سازمان آن‌ها به باب درکیه
- قرن 19 : کاپوسن‌ها در تپه سارای برای خود کلیسایی بنا کردند.
- 1864 - 1868 : کلیسای جامع کاپوچین به سبک بیزانسی ساخته شد.
- 1950 : اضافه شدن برج ناقوس
- 1975-1990 : جنگ داخلی در بیروت کلیسای جامع را ویران کرد
- دسامبر 2000 : کلیسای جامع پس از کار بازسازی افتتاح شد.

## معماری
کلیسای جامع پدران کبوشیین بین سال های 1864 و 1868 به سبک بیزانسی به دست معماران لوئیجی کاولی وإدموند دوويت ساخته شد. ناقوس کنونی در دهه 1950 اضافه شد، در طول جنگ داخلی لبنان ( 1975-1990 ) این کلیسا آسیب دید و بنای آن به‌کلی بازسازی شد.

## مطالعه بیشتر
- de Bar, Luc-Henri (1983). Les communautés confessionnelles du Liban (به فرانسوی). Editions Recherche sur les civilisations. ISBN 978-2-86538-063-3.
- Capucins du Proche-Orient (2019-07-11). "Couvent saint Louis - Frères mineurs capucins". Capucins du Proche-Orient. Archived from the original on 2022-05-07. Retrieved 2022-05-07.
- Chow, Gabriel (1997). "Cathédrale Saint-Louis". GCatholic. Archived from the original on 2022-03-21. Retrieved 2022-05-17.
- Collectif (1890). Edmond Duthoit: Architecte, 1837–1889 (به فرانسوی). Amiens: Yvert et Tellier. ISBN 2329492006. OCLC 1249507164.